# Ágnes Simon

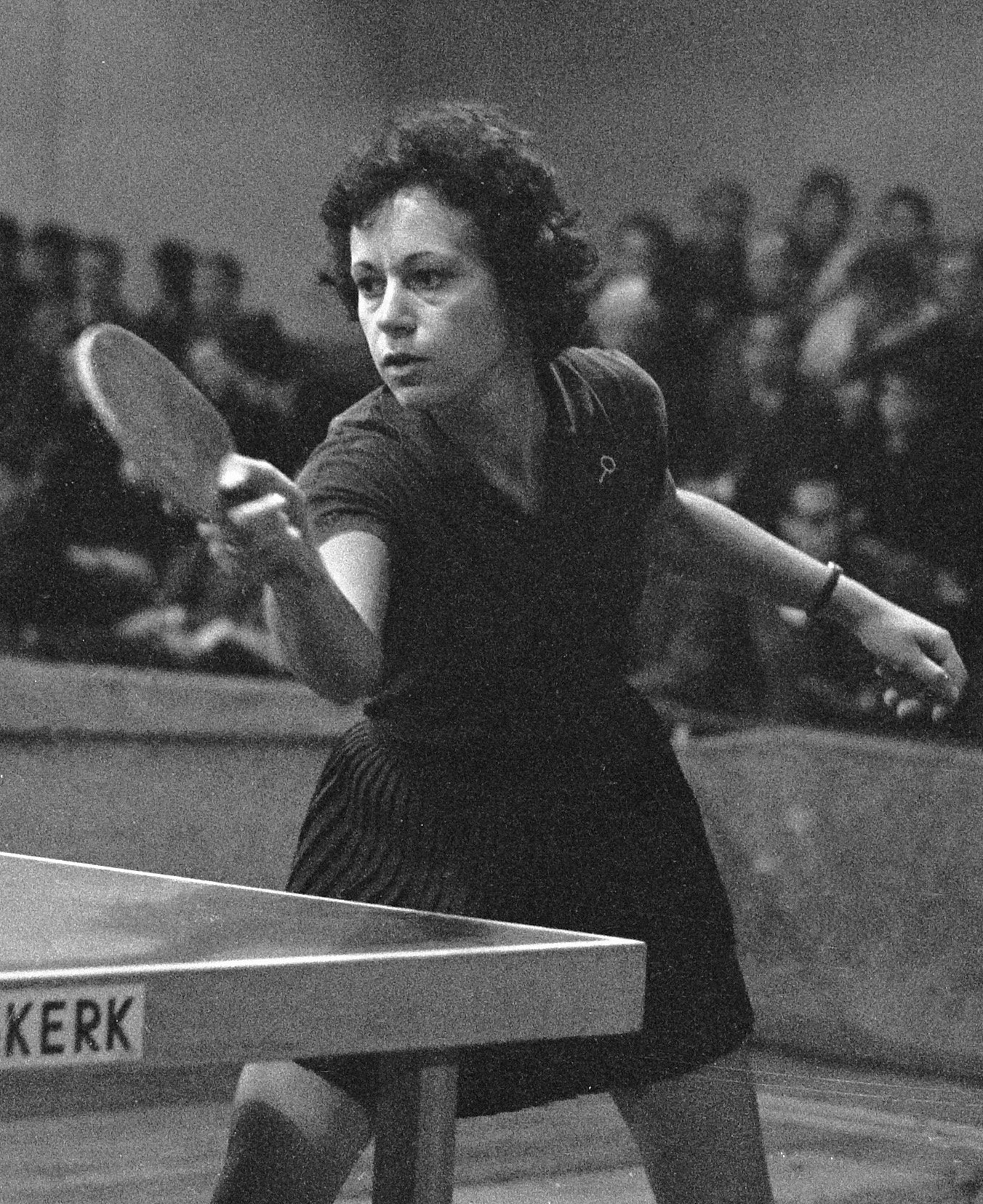
Ágnes Simon in 1961.

Ágnes Simon, geboren als Almási Ágnes (Boedapest, 21 juni 1935 – 19 augustus 2020) was een Hongaars-Duitse tafeltennisspeelster, die behalve haar geboorteland ook Nederland en daarna Duitsland vertegenwoordigde op internationale toernooien.

## Sportieve loopbaan
Simon speelde tussen 1950 en 1971 op tien edities van het WK. Daarop haalde ze in Wembley 1954 voor het eerst een finale, met het Hongaarse vrouwenteam in het landentoernooi. Het goud was daarin niettemin voor de Japansen. Drie jaar later behaalde Simon haar tweede (en laatste) WK-finale en dit keer leverde die wel de titel op. In de eindstrijd van het damesdubbel versloeg ze samen met Mossoczy het Engelse duo Ann Haydon/Diane Rowe.
Zij werd in 1957 in Stockholm samen met haar landgenote Livia Mossoczy wereldkampioene dubbelspel. Zij en haar echtgenoot, de tafeltennisser en coach Béla Simon, keerden daarna niet terug naar de Volksrepubliek Hongarije, waar de Hongaarse Opstand van 1956 door de Sovjets was neergeslagen, maar weken uit naar Nederland. Ze kwam op het WK van 1959 in Dortmund en op het EK van 1960 in Zagreb uit voor Nederland, in zowel het enkel- als dubbelspeltoernooi. Beide jaren was ze tevens actief op de Nederlandse kampioenschappen, waarop ze alle zes toernooien won waaraan ze meedeed. Daardoor schreef ze twee Nederlandse titels in het enkelspel op haar naam, twee in het dubbelspel voor vrouwen (in 1959 met Nellie Visscher en in 1960 met Ursula Artz) en twee titels in het gemengd dubbelspel (beide met Bert Onnes).
In 1960 verhuisde het echtpaar Simon van Nederland naar Duitsland. Naast WK's speelde Agnes Simon op acht Europese kampioenschappen van 1960 tot en met 1976. Hierop plaatste ze zich zeven keer voor een finale, waarvan er vier op het toernooi van Berlijn in 1962 waren. In dat jaar behaalde ze zowel de enkelspeltitel op de Europese kampioenschappen als die in het landentoernooi, deze keer met de nationale ploeg van Duitsland. In het dubbelspel moest Simon samen met de Duitse Inge Harst genoegen nemen met zilver, achter Mary Shannon en Diane Rowe. In de finale van het gemengd dubbel verloor ze samen met de Duitser Eberhard Schöler van het Zweeds-Duitse koppel Hans Alsér-Harst. In 1966 verkregen Ágnes en Béla Simon de Duitse nationaliteit.
Simons eerstvolgende EK-finale was in 1968 te Lyon, waarin ze met de Duitse ploeg nogmaals het landentoernooi won. Ook in Rotterdam stond ze in 1972 in de finale van deze discipline, maar ditmaal ging Hongarije met de titel lopen. Simon speelde in 1970 in Moskou voor de tweede keer een EK-finale damesdubbel. Samen met de (inmiddels) Duitse Diane Rowe-Schöler won ze tegen Svetlana Fjedorova en Zoja Roednova andermaal zilver, waardoor haar aantal Europese titels bij drie bleef.
Simon plaatste zich drie keer voor de Europese Top-12. Daarop eindigde ze in 1971 als vijfde, in 1972 als elfde en in 1973 als negende. Ze speelde competitie in clubverband voor onder meer het Duitse DSC Kaiserberg in de Bundesliga, waarmee ze in 1971 en 1981 de ETTU Cup won.